# Cecidomyia artocarpi
Cecidomyia artocarpi är en tvåvingeart som först beskrevs av Ephraim Porter Felt 1921.  Cecidomyia artocarpi ingår i släktet Cecidomyia och familjen gallmyggor. Inga underarter finns listade i Catalogue of Life.